# ثلاثي فينيل الزرنيخ
 ثلاثي فينيل الزرنيخ  مركب كيميائي له الصيغة المجملة C18H15As، وهو مركب من مركبات الزرنيخ العضوية حيث يتألف من ذرة زرنيخ ترتبط بها ثلاث مجموعات فينيل، بالتالي فإن الصيغة يمكن كتابتها على الشكل As(C6H5)3، ويرمز له AsPh3. يكون المركب على شكل بلورات عديمة اللون.

## الخواص
- لا ينحل ثلاثي فينيل الزرنيخ في الماء، لكنه ينحل في المحلات العضوية مثل البنزين وثنائي كلورو الميثان.
- إن البنية البلورية للمركب عبارة عن هرم ثلاثي الوجوه، تتراوح أبعاد الروابط زرنيخ-كربون As-C فيه بين 1.942-1.956 Å، في حين أن الزاوية C-As-C تكون بين 99.6-100.5° في المركب.[3]
- يتفاعل ثلاثي فينيل الزرنيخ مع اليود ليعطي المعقد التساندي AsPh3I)2I3]I3)] وذلك في وسط من ثنائي كلورو الميثان.[4]

## التحضير
يحضر ثلاثي فينيل الزرنيخ من تفاعل ثلاثي كلوريد الزرنيخ مع كلورو البنزين باستعمال الصوديوم كعامل اختزال:
AsCl3  +  3 PhCl  +  6 Na  →  AsPh3  +  6 NaCl

## الاستخدامات
- يستعمل ثلاثي فينيل الزرنيخ في تحضير مركبات الزرنيخ العضوية الأخرى، كما يسشكل معقدات تساندية مع فلزات مثل الإرديوم والروديوم.
- يستخدم AsPh3 كركازة precursor في تشكيل AsPh4]Cl] كلوريد رباعي فينيل الزرنيخيوم tetraphenylarsonium chloride  المستخدم كعامل ترسيب في المختبرات الكيميائية.[5]